# Корсары Булонского леса
«Корсары Булонского леса» — французский кинофильм.

## Сюжет
Эктор (Раймон Бюссьер), Адель (Анетта Пуавр) и Сиприан (Кристиан Дювалекс) — бедные уличные музыканты, мечтающие прославиться и разбогатеть — придумывают план, как достичь этой цели. Они решают отправиться в плаванье на плоту, чтобы привлечь к себе внимание. К реализации своего плана они подключают дочь богатого промышленника (Жанну Озенн) Каролину Гроссак (Вера Норман), с которой познакомились в Булонском лесу. Семья Гроссак финансирует этот проект, на пляже в Сен-Тропе возводится внушительная конструкция религиозной направленности. Хорошо организованная реклама обеспечивает музыкантам триумфальное возвращение в Париж.
Луи де Фюнес исполняет эпизодическую роль комиссара полиции.